# Copa de Irlanda del Norte
La Copa de Irlanda del Norte o Irish Cup (por razones de patrocinio Clearer Water Irish Cup) es la copa nacional de fútbol celebrada en Irlanda del Norte desde el año 1881. Es la cuarta competición nacional de copa más antigua del mundo. Desde su inicio hasta el año 1921 tomaron parte equipos de Irlanda e Irlanda del Norte, pero a partir de ese año se formó exclusivamente con clubes del fútbol norirlandés.
El campeón accede a la primera ronda de clasificación de la Liga Europa de la UEFA.

## Palmarés

### Copa Irlandesa
| Temporada | Campeón            | Resultado           | Finalista               | Sede de la final                     |
| --------- | ------------------ | ------------------- | ----------------------- | ------------------------------------ |
| 1880–81   | Moyola Park        | 1 - 0               | Cliftonville            | Cliftonville Cricket Ground, Belfast |
| 1881–82   | Queen's Island [I] | 1 - 0               | Cliftonville            | Ulster Cricket Ground, Belfast       |
| 1882–83   | Cliftonville       | 5 - 0               | Ulster FC               | Bloomfield Ground, Knock, Belfast    |
| 1883–84   | Distillery         | 5 - 0               | Wellington Park         | Ulster Cricket Ground, Belfast       |
| 1884–85   | Distillery         | 3 - 0               | Limavady                | Ulster Cricket Ground, Belfast       |
| 1885–86   | Distillery         | 1 - 0               | Limavady                | Ulster Cricket Ground, Belfast       |
| 1886–87   | Ulster FC          | 3 - 0               | Cliftonville            | Broadway Ground, Belfast             |
| 1887–88   | Cliftonville       | 2 - 1               | Distillery              | Ulster Cricket Ground, Belfast       |
| 1888–89   | Distillery         | 5 - 4               | YMCA                    | Ulster Cricket Ground, Belfast       |
| 1889–90   | Gordon Highlanders | 2 - 2, 3 - 1        | Cliftonville            | Ulster Cricket Ground, Belfast       |
| 1890–91   | Linfield           | 4 - 2               | Ulster FC               | Estadio Solitude, Belfast            |
| 1891–92   | Linfield           | 7 - 0               | The Black Watch         | Estadio Solitude, Belfast            |
| 1892–93   | Linfield           | 5 - 1               | Cliftonville            | Ulsterville, Belfast                 |
| 1893–94   | Distillery         | 2 - 2, 3 - 2        | Linfield                | Estadio Solitude, Belfast            |
| 1894–95   | Linfield           | 10 - 1              | Bohemians               | Estadio Solitude, Belfast            |
| 1895–96   | Distillery         | 3 - 1               | Glentoran               | Estadio Solitude, Belfast            |
| 1896–97   | Cliftonville       | 3 - 1               | Sherwood Foresters      | Grosvenor Park, Belfast              |
| 1897–98   | Linfield           | 2 - 0               | St Columb's Hall Celtic | The Oval, Belfast                    |
| 1898–99   | Linfield           | 2 - 1               | Glentoran               | Estadio Solitude, Belfast            |
| 1899–1900 | Cliftonville       | 2 - 1               | Bohemians               | Grosvenor Park, Belfast              |
| 1900–01   | Cliftonville       | 1 - 0               | Freebooters             | Grosvenor Park, Belfast              |
| 1901–02   | Linfield           | 5 - 1               | Distillery              | Estadio Solitude, Belfast            |
| 1902–03   | Distillery         | 3 - 1               | Bohemians               | Dalymount Park, Dublín               |
| 1903–04   | Linfield           | 5 - 1               | Derry Celtic            | Grosvenor Park, Belfast              |
| 1904–05   | Distillery         | 3 - 0               | Shelbourne              | Estadio Solitude, Belfast            |
| 1905–06   | Shelbourne         | 2 - 0               | Belfast Celtic          | Dalymount Park, Dublín               |
| 1906–07   | Cliftonville       | 0 - 0, 1 - 0        | Shelbourne              | Celtic Park, Belfast                 |
| 1907–08   | Bohemians          | 1 - 1, 3 - 1        | Shelbourne              | Dalymount Park, Dublín               |
| 1908–09   | Cliftonville       | 0 - 0, 2 - 1        | Bohemians               | Windsor Park, Belfast                |
| 1909–10   | Distillery         | 1 - 0               | Cliftonville            | The Oval, Belfast                    |
| 1910–11   | Shelbourne         | 0 - 0, 2 - 1        | Bohemians               | Dalymount Park, Dublín               |
| 1911–12   | Linfield           | Final no disputada. | Final no disputada.     | Final no disputada.                  |
| 1912–13   | Linfield           | 2 - 0               | Glentoran               | Celtic Park, Belfast                 |
| 1913–14   | Glentoran          | 3 - 1               | Linfield                | Grosvenor Park, Belfast              |
| 1914–15   | Linfield           | 1 - 0               | Belfast Celtic          | Estadio Solitude, Belfast            |
| 1915–16   | Linfield           | 1 - 1, 1 - 0        | Glentoran               | Celtic Park, Belfast                 |
| 1916–17   | Glentoran          | 2 - 0               | Belfast Celtic          | Windsor Park, Belfast                |
| 1917–18   | Belfast Celtic     | 0 - 0, 0 - 0, 2 - 0 | Linfield                | The Oval, Belfast                    |
| 1918–19   | Linfield           | 1 - 1, 0 - 0, 2 - 1 | Glentoran               | Celtic Park, Belfast                 |
| 1919–20   | Shelbourne         | Final no disputada. | Final no disputada.     | Final no disputada.                  |

### Copa de Irlanda del Norte
| Temporada | Campeón             | Resultado           | Finalista             | Sede de la final           |
| --------- | ------------------- | ------------------- | --------------------- | -------------------------- |
| 1920–21   | Glentoran           | 2 - 0               | Glenavon              | Windsor Park, Belfast      |
| 1921–22   | Linfield            | 2 - 0               | Glenavon              | Estadio Solitude, Belfast  |
| 1922–23   | Linfield            | 2 - 0               | Glentoran             | Estadio Solitude, Belfast  |
| 1923–24   | Queen's Island [II] | 1 - 0               | Willowfield           | Windsor Park, Belfast      |
| 1924–25   | Distillery          | 2 - 1               | Glentoran             | Estadio Solitude, Belfast  |
| 1925–26   | Belfast Celtic      | 3 - 2               | Linfield              | Estadio Solitude, Belfast  |
| 1926–27   | Ards                | 3 - 2               | Cliftonville          | The Oval, Belfast          |
| 1927–28   | Willowfield         | 1 - 0               | Larne                 | Windsor Park, Belfast      |
| 1928–29   | Ballymena           | 2 - 1               | Belfast Celtic        | Estadio Solitude, Belfast  |
| 1929–30   | Linfield            | 4 - 3               | Ballymena             | Celtic Park, Belfast       |
| 1930–31   | Linfield            | 3 - 0               | Ballymena             | The Oval, Belfast          |
| 1931–32   | Glentoran           | 2 - 1               | Linfield              | Celtic Park, Belfast       |
| 1932–33   | Glentoran           | 1 - 1, 1 - 1, 3 - 1 | Distillery            | Windsor Park, Belfast      |
| 1933–34   | Linfield            | 4 - 0               | Cliftonville          | The Oval, Belfast          |
| 1934–35   | Glentoran           | 0 - 0, 0 - 0, 1 - 0 | Larne                 | Windsor Park, Belfast      |
| 1935–36   | Linfield            | 0 - 0, 2 - 0        | Derry City            | Celtic Park, Belfast       |
| 1936–37   | Belfast Celtic      | 3 - 0               | Linfield              | The Oval, Belfast          |
| 1937–38   | Belfast Celtic      | 0 - 0, 2 - 0        | Bangor                | Estadio Solitude, Belfast  |
| 1938–39   | Linfield            | 2 - 0               | Ballymena United      | Estadio Solitude, Belfast  |
| 1939–40   | Ballymena United    | 2 - 0               | Glenavon              | Windsor Park, Belfast      |
| 1940–41   | Belfast Celtic      | 1 - 0               | Linfield              | Windsor Park, Belfast      |
| 1941–42   | Linfield            | 3 - 1               | Glentoran             | Celtic Park, Belfast       |
| 1942–43   | Belfast Celtic      | 1 - 0               | Glentoran             | Windsor Park, Belfast      |
| 1943–44   | Belfast Celtic      | 3 - 1               | Linfield              | Windsor Park, Belfast      |
| 1944–45   | Linfield            | 4 - 2               | Glentoran             | Celtic Park, Belfast       |
| 1945–46   | Linfield            | 3 - 0               | Distillery            | Celtic Park, Belfast       |
| 1946–47   | Belfast Celtic      | 1 - 0               | Glentoran             | Windsor Park, Belfast      |
| 1947–48   | Linfield            | 3 - 0               | Coleraine             | Celtic Park, Belfast       |
| 1948–49   | Derry City          | 3 - 1               | Glentoran             | Windsor Park, Belfast      |
| 1949–50   | Linfield            | 2 - 1               | Distillery            | Windsor Park, Belfast      |
| 1950–51   | Glentoran           | 3 - 1               | Ballymena United      | Windsor Park, Belfast      |
| 1951–52   | Ards                | 1 - 0               | Glentoran             | Windsor Park, Belfast      |
| 1952–53   | Linfield            | 5 - 0               | Coleraine             | Estadio Solitude, Belfast  |
| 1953–54   | Derry City          | 2 - 2, 0 - 0, 1 - 0 | Glentoran             | Windsor Park, Belfast      |
| 1954–55   | Dundela             | 3 - 0               | Glenavon              | Windsor Park, Belfast      |
| 1955–56   | Distillery          | 2 - 2, 0 - 0, 1 - 0 | Glentoran             | Windsor Park, Belfast      |
| 1956–57   | Glenavon            | 2 - 0               | Derry City            | Windsor Park, Belfast      |
| 1957–58   | Ballymena United    | 2 - 0               | Linfield              | The Oval, Belfast          |
| 1958–59   | Glenavon            | 1 - 1, 2 - 0        | Ballymena United      | Windsor Park, Belfast      |
| 1959–60   | Linfield            | 5 - 1               | Ards                  | The Oval, Belfast          |
| 1960–61   | Glenavon            | 5 - 1               | Linfield              | Estadio Solitude, Belfast  |
| 1961–62   | Linfield            | 4 - 0               | Portadown             | The Oval, Belfast          |
| 1962–63   | Linfield            | 2 - 1               | Distillery            | The Oval, Belfast          |
| 1963–64   | Derry City          | 2 - 0               | Glentoran             | Windsor Park, Belfast      |
| 1964–65   | Coleraine           | 2 - 1               | Glenavon              | Windsor Park, Belfast      |
| 1965–66   | Glentoran           | 2 - 0               | Linfield              | The Oval, Belfast          |
| 1966–67   | Crusaders           | 3 - 1               | Glentoran             | Windsor Park, Belfast      |
| 1967–68   | Crusaders           | 2 - 0               | Linfield              | The Oval, Belfast          |
| 1968–69   | Ards                | 0 - 0, 4 - 2        | Distillery            | Windsor Park, Belfast      |
| 1969–70   | Linfield            | 2 - 1               | Ballymena United      | Estadio Solitude, Belfast  |
| 1970–71   | Distillery          | 3 - 0               | Derry City            | Windsor Park, Belfast      |
| 1971–72   | Coleraine           | 2 - 1               | Portadown             | Windsor Park, Belfast      |
| 1972–73   | Glentoran           | 3 - 2               | Linfield              | Windsor Park, Belfast      |
| 1973–74   | Ards                | 2 - 1               | Ballymena United      | Windsor Park, Belfast      |
| 1974–75   | Coleraine           | 1 - 1, 0 - 0, 1 - 0 | Linfield              | The Showgrounds, Ballymena |
| 1975–76   | Carrick Rangers     | 2 - 1               | Linfield              | The Oval, Belfast          |
| 1976–77   | Coleraine           | 4 - 1               | Linfield              | The Oval, Belfast          |
| 1977–78   | Linfield            | 3 - 1               | Ballymena United      | The Oval, Belfast          |
| 1978–79   | Cliftonville        | 3 - 2               | Portadown             | Windsor Park, Belfast      |
| 1979–80   | Linfield            | 2 - 0               | Crusaders             | The Oval, Belfast          |
| 1980–81   | Ballymena United    | 1 - 0               | Glenavon              | Windsor Park, Belfast      |
| 1981–82   | Linfield            | 2 - 1               | Coleraine             | The Oval, Belfast          |
| 1982–83   | Glentoran           | 1 - 1, 2 - 1        | Linfield              | Windsor Park, Belfast      |
| 1983–84   | Ballymena United    | 4 - 1               | Carrick Rangers       | Windsor Park, Belfast      |
| 1984–85   | Glentoran           | 1 - 1, 1 - 0        | Linfield              | The Oval, Belfast          |
| 1985–86   | Glentoran           | 2 - 1               | Coleraine             | Windsor Park, Belfast      |
| 1986–87   | Glentoran           | 1 - 0               | Larne                 | Windsor Park, Belfast      |
| 1987–88   | Glentoran           | 1 - 0               | Glenavon              | Windsor Park, Belfast      |
| 1988–89   | Ballymena United    | 1 - 0               | Larne                 | The Oval, Belfast          |
| 1989–90   | Glentoran           | 3 - 0               | Portadown             | Windsor Park, Belfast      |
| 1990–91   | Portadown           | 2 - 1               | Glenavon              | Windsor Park, Belfast      |
| 1991–92   | Glenavon            | 2 - 1               | Linfield              | The Oval, Belfast          |
| 1992–93   | Bangor              | 1 - 1, 1 - 1, 1 - 0 | Ards                  | Windsor Park, Belfast      |
| 1993–94   | Linfield            | 2 - 0               | Bangor                | The Oval, Belfast          |
| 1994–95   | Linfield            | 3 - 1               | Carrick Rangers       | The Oval, Belfast          |
| 1995–96   | Glentoran           | 1 - 0               | Glenavon              | Windsor Park, Belfast      |
| 1996–97   | Glenavon            | 1 - 0               | Cliftonville          | Windsor Park, Belfast      |
| 1997–98   | Glentoran           | 1 - 0               | Glenavon              | Windsor Park, Belfast      |
| 1998–99   | Portadown           | Final no disputada. | Final no disputada.   | Final no disputada.        |
| 1999–2000 | Glentoran           | 1 - 0               | Portadown             | Windsor Park, Belfast      |
| 2000–01   | Glentoran           | 1 - 0               | Linfield              | Windsor Park, Belfast      |
| 2001–02   | Linfield            | 2 - 1               | Portadown             | Windsor Park, Belfast      |
| 2002–03   | Coleraine           | 1 - 0               | Glentoran             | Windsor Park, Belfast      |
| 2003–04   | Glentoran           | 1 - 0               | Coleraine             | Windsor Park, Belfast      |
| 2004–05   | Portadown           | 5 - 1               | Larne                 | Windsor Park, Belfast      |
| 2005–06   | Linfield            | 2 - 1               | Glentoran             | Windsor Park, Belfast      |
| 2006–07   | Linfield            | 2 - 2               | Dungannon Swifts      | Windsor Park, Belfast      |
| 2007–08   | Linfield            | 2 - 1               | Coleraine             | Windsor Park, Belfast      |
| 2008–09   | Crusaders           | 1 - 0               | Cliftonville          | Windsor Park, Belfast      |
| 2009–10   | Linfield            | 2 - 1               | Portadown             | Windsor Park, Belfast      |
| 2010–11   | Linfield            | 2 - 1               | Crusaders             | Windsor Park, Belfast      |
| 2011–12   | Linfield            | 4 - 1               | Crusaders             | Windsor Park, Belfast      |
| 2012–13   | Glentoran           | 3 - 1               | Cliftonville          | Windsor Park, Belfast      |
| 2013–14   | Glenavon            | 2 - 1               | Ballymena United      | Windsor Park, Belfast      |
| 2014–15   | Glentoran           | 1 - 0               | Portadown             | The Oval, Belfast          |
| 2015–16   | Glenavon            | 2 - 0               | Linfield              | Windsor Park, Belfast      |
| 2016–17   | Linfield            | 3 - 0               | Coleraine             | Windsor Park, Belfast      |
| 2017–18   | Coleraine           | 3 - 1               | Cliftonville          | Windsor Park, Belfast      |
| 2018–19   | Crusaders           | 3 - 0               | Ballinamallard United | Windsor Park, Belfast      |
| 2019–20   | Glentoran           | 2 - 1 (t. s.)       | Ballymena United      | Windsor Park, Belfast      |
| 2020–21   | Linfield            | 2 - 1               | Larne                 | Mourneview Park, Lurgan    |
| 2021–22   | Crusaders           | 2 - 1 (t. s.)       | Ballymena United      | Windsor Park, Belfast      |
| 2022–23   | Crusaders           | 4 - 0               | Ballymena United      | Windsor Park, Belfast      |
| 2023–24   | Cliftonville        | 3 - 1               | Linfield              | Windsor Park, Belfast      |
| 2024–25   | Dungannon Swifts    | 1 - 1 (4-3 pen.)    | Cliftonville          | Windsor Park, Belfast      |

## Títulos por club
| Club                    | Títulos | Subtítulos | Años campeón |
| ----------------------- | ------- | ---------- | --- |
| Linfield                | 44      | 22         | 1891, 1892, 1893, 1895, 1898, 1899, 1902, 1904, 1912, 1913, 1915, 1916, 1919, 1922, 1923, 1930, 1931, 1934, 1936, 1939, 1942, 1945, 1946, 1948, 1950, 1953, 1960, 1962, 1963, 1970, 1978, 1980, 1982, 1994, 1995, 2002, 2006, 2007, 2008, 2010, 2011, 2012, 2017, 2021 |
| Glentoran               | 23      | 19         | 1914, 1917, 1921, 1932, 1933, 1935, 1951, 1966, 1973, 1983, 1985, 1986, 1987, 1988, 1990, 1996, 1998, 2000, 2001, 2004, 2013, 2015, 2020 |
| Lisburn Distillery      | 12      | 7          | 1884, 1885, 1886, 1889, 1894, 1896, 1903, 1905, 1910, 1925, 1956, 1971 |
| Cliftonville            | 9       | 13         | 1883, 1888, 1897, 1900, 1901, 1907, 1909, 1979, 2024 |
| Belfast Celtic †        | 8       | 4          | 1918, 1926, 1937, 1938, 1941, 1943, 1944, 1947 |
| Glenavon                | 7       | 10         | 1957, 1959, 1961, 1992, 1997, 2014, 2016 |
| Coleraine               | 6       | 7          | 1965, 1972, 1975, 1977, 2003, 2018 |
| Crusaders               | 6       | 3          | 1967, 1968, 2009, 2019, 2022, 2023 |
| Ballymena United        | 5       | 10         | 1940, 1958, 1981, 1984, 1989 |
| Ards                    | 4       | 2          | 1927, 1952, 1969, 1974 |
| Portadown               | 3       | 8          | 1991, 1999, 2005 |
| Shelbourne              | 3       | 3          | 1906, 1911, 1920 |
| Derry City              | 3       | 3          | 1949, 1954, 1964 |
| Bohemian                | 1       | 5          | 1908 |
| Ulster †                | 1       | 2          | 1887 |
| Ballymena †             | 1       | 2          | 1929 |
| Carrick Rangers         | 1       | 2          | 1976 |
| Bangor                  | 1       | 2          | 1993 |
| Willowfield †           | 1       | 1          | 1928 |
| Dungannon Swifts        | 1       | 1          | 2025 |
| Moyola Park             | 1       | –          | 1881 |
| Queen's Island (1881) † | 1       | –          | 1882 |
| Gordon Highlanders †    | 1       | –          | 1890 |
| Queen's Island †        | 1       | –          | 1924 |
| Dundela                 | 1       | –          | 1955 |
| Larne                   | –       | 6          | –-- |
| Limavady United         | –       | 2          | –-- |
| Derry Celtic †          | –       | 2          | –-- |
| Wellington Park †       | –       | 1          | –-- |
| YMCA †                  | –       | 1          | –-- |
| The Black Watch         | –       | 1          | –-- |
| Sherwood Foresters      | –       | 1          | –-- |
| Freebooters †           | –       | 1          | –-- |
| Ballinamallard United   | –       | 1          | –-- |

- † Equipo desaparecido.